# 16135 Ivarsson
16135 Ivarsson este un asteroid din centura principală de asteroizi.

## Descriere
16135 Ivarsson este un asteroid din centura principală de asteroizi. A fost descoperit pe 9 decembrie 1999 la Fountain Hills (Arizona) de Charles W. Juels. Asteroidul prezintă o orbită caracterizată de o semiaxă mare de 2,81 ua, o excentricitate de 0,16 și o înclinație de 3,3° în raport cu ecliptica.